# Micropterix rablensis
Micropterix rablensis is een vlinder uit de familie  van de oermotten (Micropterigidae). De wetenschappelijke naam van de soort is voor het eerst geldig gepubliceerd door Zeller in 1868.

## Verspreiding en leefgebied
De soort komt voor in Europa.